# Olivier Thill
Pour les articles homonymes, voir Thill.
Olivier Thill, né le 17 décembre 1996, est un footballeur international luxembourgeois évoluant au poste de milieu de terrain au LNZ Tcherkassy (en).
Issu d'une famille de footballeurs, ses parents Serge et Nathalie Thill (pl) sont d'anciens internationaux luxembourgeois, ainsi ses frères Sébastien et Vincent.

## Biographie

### En club
Il commence sa carrière au FC Rodange, où il joue ses premiers matchs à l'âge de 17 ans avant de signer au FC Progrès Niederkorn.
En 2018, il est recruté par le club russe du FK Oufa, quelques jours après avoir affronté ce dernier au 3e tour de la Ligue Europa. Il s'engage pour quatre ans, et le transfert est estimé à 250 000 euros. Il passe par la suite deux ans au club avant de s'en aller durant le mois d'octobre 2020.
Le 30 mars 2022, alors que le championnat ukrainien est à l'arrêt en raison de l'invasion russe, Olivier Thill est prêté à l'Eyüpspor en deuxième division turque.

### En sélection
Olivier Thill reçoit sa première sélection le 31 août 2017, où il est aligné comme titulaire par Luc Holtz contre la Biélorussie, dans le cadre des éliminatoires pour la Coupe du monde de 2018.

## Statistiques
| Saison                | Club                  | Championnat           | Championnat | Championnat | Coupe(s) nationale(s) | Coupe(s) nationale(s) | Compétition(s) continentale(s) | Compétition(s) continentale(s) | Compétition(s) continentale(s) | Total | Total |
| Saison                | Club                  | Division              | M.          | B.          | M.                    | B.                    | Comp.                          | M.                             | B.                             | M.    | B.    |
| 2012-2013             | FC Rodange            | D3                    | 1           | 0           | -                     | -                     | -                              | -                              | -                              | 1     | 0     |
| 2013-2014             | FC Rodange            | D2                    | 26          | 5           | 3                     | 1                     | -                              | -                              | -                              | 29    | 6     |
| 2014-2015             | FC Rodange            | D2                    | 25          | 8           | 2                     | 1                     | -                              | -                              | -                              | 27    | 9     |
| Sous-total            | Sous-total            | Sous-total            | 52          | 13          | 5                     | 2                     | -                              | -                              | -                              | 57    | 15    |
| 2015-2016             | Progrès Niederkorn    | D1                    | 23          | 2           | 1                     | 1                     | C3                             | 1                              | 0                              | 25    | 3     |
| 2016-2017             | Progrès Niederkorn    | D1                    | 25          | 7           | 2                     | 0                     | -                              | -                              | -                              | 27    | 7     |
| 2017-2018             | Progrès Niederkorn    | D1                    | 20          | 7           | 1                     | 0                     | C3                             | 4                              | 0                              | 25    | 7     |
| 2018-2019             | Progrès Niederkorn    | D1                    | 2           | 0           | -                     | -                     | C3                             | 6                              | 2                              | 8     | 2     |
| Sous-total            | Sous-total            | Sous-total            | 70          | 16          | 4                     | 1                     | -                              | 11                             | 2                              | 85    | 19    |
| 2018-2019             | FK Oufa               | D1                    | 24          | 1           | 1                     | 0                     | -                              | -                              | -                              | 25    | 1     |
| 2019-2020             | FK Oufa               | D1                    | 22          | 0           | 2                     | 0                     | -                              | -                              | -                              | 24    | 0     |
| Sous-total            | Sous-total            | Sous-total            | 46          | 1           | 3                     | 0                     | -                              | -                              | -                              | 49    | 1     |
| Total sur la carrière | Total sur la carrière | Total sur la carrière | 168         | 30          | 12                    | 3                     | -                              | 11                             | 2                              | 191   | 35    |